# Klebér Saarenpää
Klebér Saarenpää (* 14. Dezember 1975 in Uppsala) ist ein ehemaliger schwedischer Fußballspieler. Der Abwehrspieler, der in elf Spielen für die schwedische Nationalmannschaft auflief, bestritt seine Laufbahn in Schweden und Dänemark. Nach dem Ende der aktiven Laufbahn begann er eine Trainerkarriere.

## Werdegang
Saarenpää begann mit dem Fußballspielen bei Stäppens IF. Über Uppsala-Näs IK kam er 1991 zur Jugendabteilung des IK Sirius, für den er ein Jahr später in der zweitklassigen Division 1 debütierte. Nach mehreren Jahren in der zweiten Liga schloss er sich Djurgårdens IF an, um in der Allsvenskan spielen zu können. Nachdem er am Ende der Spielzeit 1996 mit der Mannschaft aus der ersten Liga absteigen musste, wechselte er zum Ligakonkurrenten IFK Norrköping.
Bei seinem neuen Klub etablierte sich Saarenpää als Stammspieler und spielte sich in den Kreis der Nationalmannschaft. Am 31. Mai 2000 debütierte er anlässlich eines Trainingslagers in Spanien beim 1:0-Erfolg durch ein Tor von Marcus Allbäck gegen die dänische Nationalmannschaft. Damit machte er außerhalb Schwedens auf sich aufmerksam und wechselte Anfang 2001 in die dänische Superliga zu Aalborg BK. Dort setzte er sich als Stammkraft in der Abwehr fest und konnte sich auch in der Nationalmannschaft etablieren. Nachdem er sich in seinem zweiten Jahr einen Schienbeinbruch und nach Wiedergenesung einen Kreuzbandriss zugezogen hatte, bemühte er sich um eine Rückkehr in die Mannschaft, die Zusammenarbeit mit dem Klub wurde jedoch beendet.
Saarenpää lehnte einen stark leistungsbezogenen Kontrakt, den der Solnaer Verein AIK ihm für die Allsvenskan offerierte, ab und kehrte zu seinem ehemaligen, unterklassig spielenden Klub IK Sirius zurück. Im Juli lud ihn Hammarby IF zum Probetraining ein, da er als möglicher Kandidat für die Nachfolge des zu Leicester City abgewanderten Patrik Gerrbrand angesehen wurde. Es dauerte letztlich bis zum Ende der Transferperiode am Ende August, ehe er einen bis Saisonende gültigen Vertrag mit Option auf Verlängerung unterschrieb. In den folgenden Jahren blieb er weiterhin verletzungsanfällig, so dass er nur unregelmäßig zum Einsatz kam.
2007 wechselte Saarenpää zusammen mit seinem Landsmann Pablo Piñones-Arce zum dänischen Klub Vejle BK. Da er sich erneut verletzte und somit kaum zu Spielzeit kam, entschloss sich der Verein, seinen im Sommer auslaufenden Vertrag nicht zu verlängern. Daher kehrte der Abwehrspieler im August zu Hammarby IF zurück. Wiederum kam er kaum zum Einsatz und nach Ende der Spielzeit 2008 beendete er seine aktive Laufbahn und kündigte an, eine Trainerausbildung zu beginnen.
Im März 2012 übernahm Saarenpää das Traineramt beim Syrianska FC in der Allsvenskan, da der bisherige Trainer Özcan Melkemichel nicht über die erforderliche Trainerlizenz verfügte. Dieser fungierte fortan als Teamchef.